# Hixxy
Hixxy, de son vrai nom de scène Ian Hicks, né à Portsmouth, est un compositeur et disc jockey de UK hardcore britannique. Hixxy est notamment connu pour ses participations dans la série de compilations Bonkers. Il contribue également sur les albums intitulés Clubland, incluant les compilations Clubland X-Treme Hardcore et Hardcore til I Die.
Il commence sa carrière de DJ avec une composition musicale intitulée Toytown, parue en 1996, qui est un énorme succès au Royaume-Uni, par la suite classée au top 10 des chansons dans le pays. Certains de ses gros morceaux incluent More and More, Together Forever, Sea of Love, et autres.

## Biographie

### Débuts
Hicks est né à Portsmouth le 3 août 1975. L'intérêt d'Hixxy pour le DJing provient d'une inspiration des chansons de hip-hop et de rap aux États-Unis. À cette période, il est également influencé par les vidéos du DMC World DJ Championship. Son intérêt pour les raves grandit au début des années 1990, et Hixxy fait son apparition dans la partie sud du Royaume-Uni, parmi ses copains DJ Ramos, Supreme et Sunset Regime. En 1992, Hicks rencontre DJ Dougal à l'évènement Dreamscape, ce qui conduit à la création de leur propre label Essential Platinum.

### Carrière
La première production officielle d'Hixxy est publiée, en 1994, en collaboration avec Sunset Regime, un morceau intitulé People's Party. En 1995, il produit la musique Toytown avec MC Sharkey (paru sur le label Essential Platinum), un morceau qui continue à être diffusée en boite à cette époque. En 1996, React Records donne l'occasion à Hixxy d'enregistrer un album qui démarrera définitivement une nouvelle ère dans le hardcore. Il apparaît aux côtés de DJ Sharkey dans le premier album intitulé Bonkers dans lequel ils y sont caricaturés sur la couverture ; par la suite, il apparaîtra dans cette série de compilations.
Vers 1999, la scène techno hardcore devient épuisé à cause de titres qui ne paraissent plus, et Hicks se retrouve désillusionné ; cependant, il continue dans la production durant laquelle il y a passé tant de temps et d'argent. En 2001, la scène gabber revit instantanément, avec un flux de nouveaux évènements, de musiques, de DJ et labels (incluant Raver Baby, le nouveau label à succès d'Hixxy). Aux alentours de 2005 et 2006, les ventes et événements liés au UK hardcore sont plus nombreux que jamais.
Dans les années 2010, Hixxy continue à produire et mixer lors d'événements. En février 2018, il participe au HTiD USA avec Gammer, S3RL, et Darren Styles.